# Parc paysager régional des îles du Dniepr
Le parc paysager des îles du Dniepr (en ukrainien : Регіональний ландшафтний парк «Дніпровські острови») est un parc régional situé sur les îles de Kiev, en Ukraine.
Atypique, le parc se compose de plusieurs parties : parc Mouromets-Lopoukhovate réserve naturelle parfois déconnectées entre-elles.

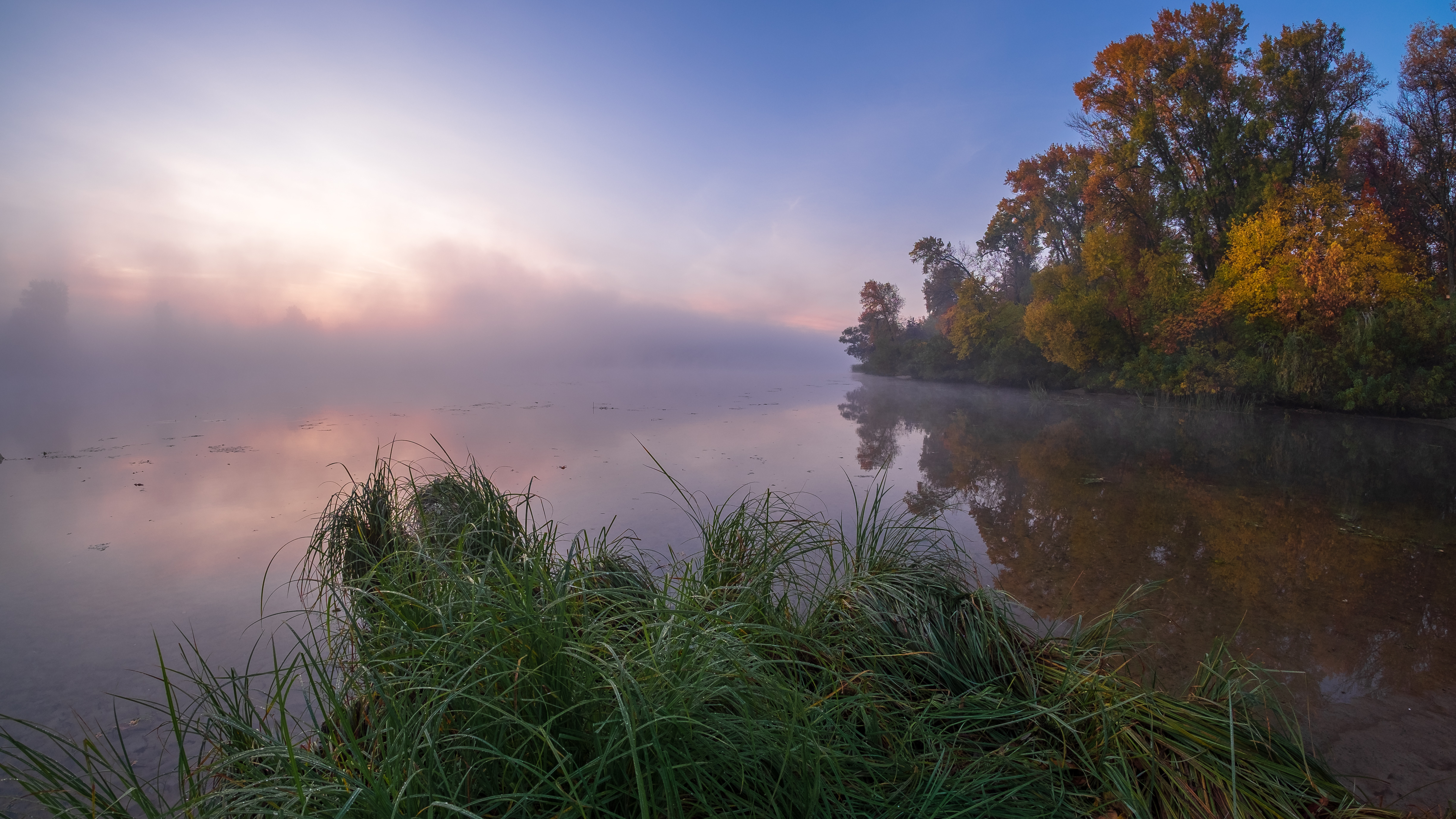
Mouromets-Lopoukhovate,
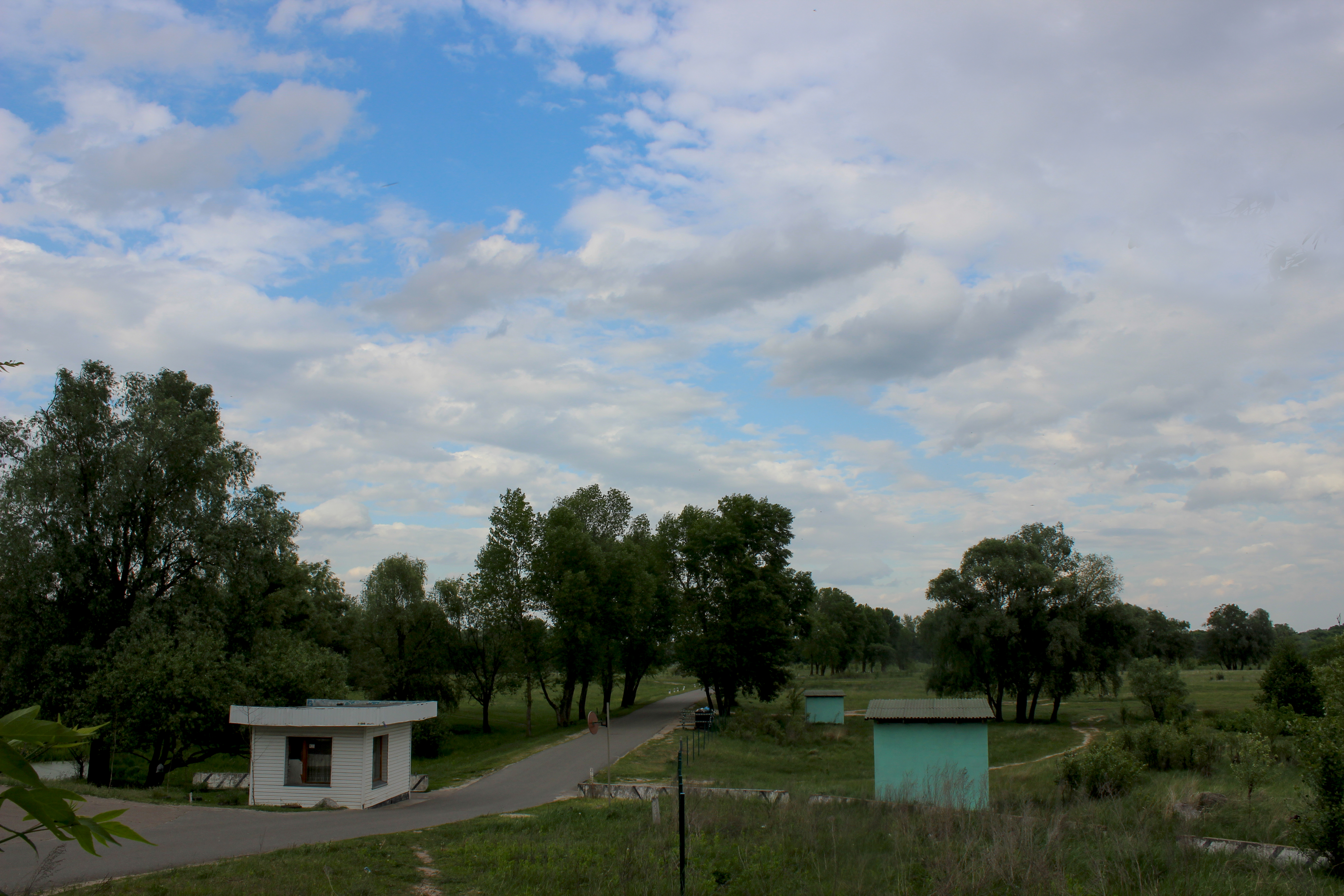
île Joukiv réserve naturelle
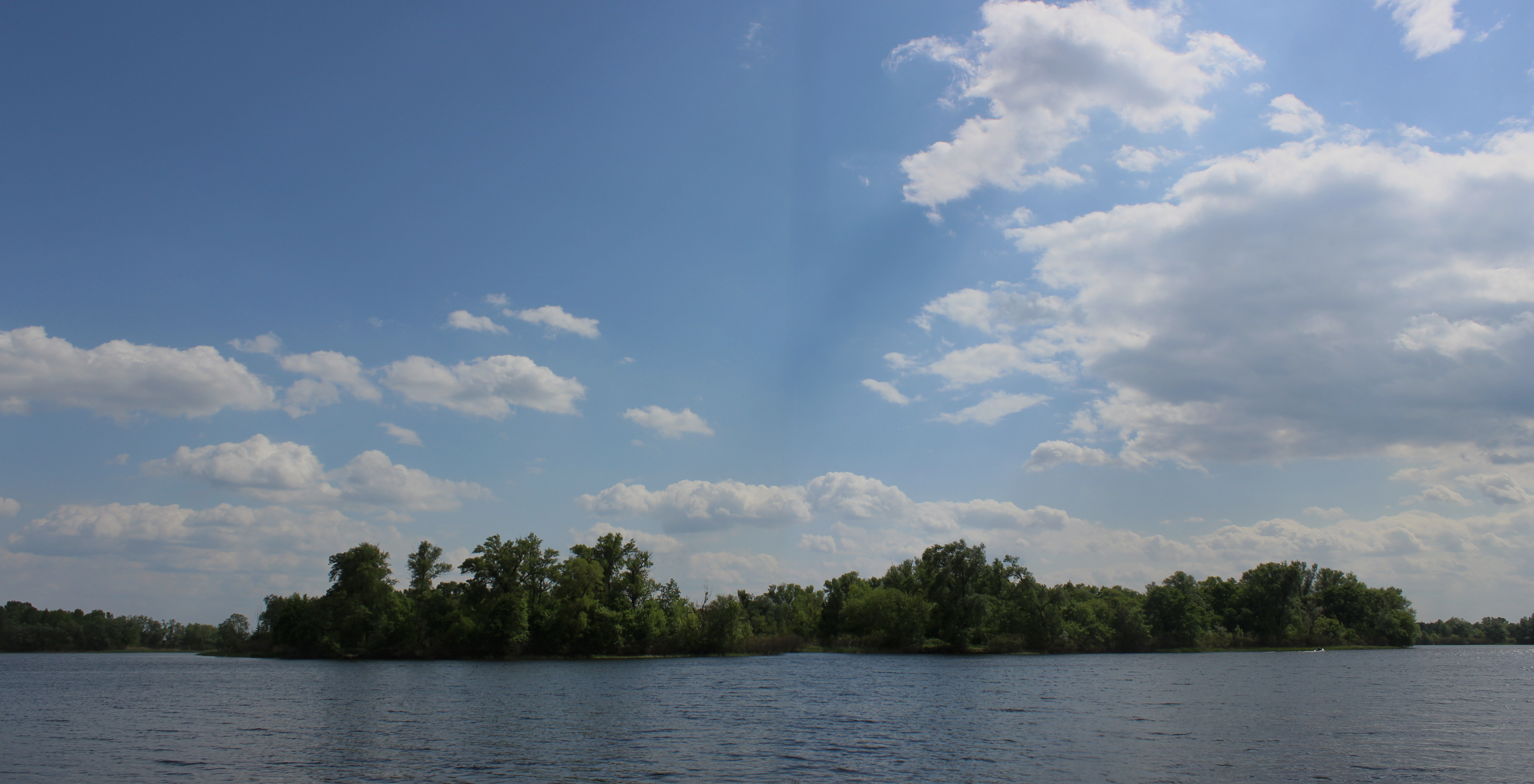
îles Kozatchi et Olgin réserve naturelle[4],
Boborvnia réserve naturelle[5].